# Dardhe
Dardhe (alb. Dardhë) – wieś położona w północnej części Albanii w gminie Blerim. Wieś znajduje się 100 kilometrów od stolicy państwa, Tirany.

## Demografia
Według spisu ludności z 1989 roku we wsi Dardhe mieszkało 830 mieszkańców.